# Opothleyahola
Opothleyahola, també pronunciat Opothle Yohola, Opothleyoholo, Hu-pui-hilth Yahola, i Hopoeitheyohola, (1778 - 22 de març de 1863) fou un cabdill muscogee creek, notable per la seva brillant oratòria. Era portaveu del Consell dels Alts Creek i defensor de la cultura tradicional.
Conegut com a cap de la diplomàcia, va dirigir les forces Creek contra el govern dels Estats Units durant les dues primeres Guerres Seminola. Durant la Guerra Civil dels Estats Units formà part de la minoria de Creek a Territori Indi que van donar suport a la Unió. Va portar als seus seguidors a Kansas, on van buscar refugi en una fortalesa federal però van sofrir a causa d'un subministrament insuficient, les malalties i els durs hiverns. Va morir en un dels campaments de refugiats a Kansas.

## Primers anys i educació
Opothleyahola va néixer al voltant de 1780 a Tukabatchee, la capital de les Ciutats Alt Creek, situada a l'actual comtat de Montgomery (Alabama). La població dels Alts Creek comprenia la majoria de la nació. El seu nom traduït literalment vol dir 'nen', 'bo', 'cantor' o 'bona parlant'. Langguth diu el nom es podria traduir com "... un bon nen cridant." Segons l'Encyclopedia of Oklahoma History, el seu pare era Davy Cornell, un mestís creek, i la seva mare era una dona creek de pura sang no identificada.
Mentre Opothleyahola era d'ascendència europea i creek, com que havia nascut de mare creek era membre de ple dret de la tribu. Tenien un sistema de parentiu matrilineal de tinença de propietat i successió, per la qual raó el clan de la mare determina la condició dels seus fills. Tradicionalment, els seus germans eren més importants que el pare biològic en la criança dels fills. Per exemple, un oncle matern ensenyaria el rol dels homes al noi i el presentava a les societats masculines. La historiadora Angie Debo ha trobat proves que suggereixen que el seu pare era David Evans, un comerciant d'ascendència gal·lesa. Ell podria haver-li ensenyat anglès o el va enviar a l'escola.
Les diferències entre Alts i Baixos Creek van esclatar amb violència en 1812 en el que va ser en un principi una guerra civil. Els Bastons Vermells dels Alts Creek volien reviure la cultura i la religió tradicional, i es van resistir a l'assimilació, així com a les cessions de terres. Es creu que Opothleyahola es podria haver aliat amb els britànics contra les forces dels Estats Units ja en la Guerra de 1812.
Va donar suport als Bastons Vermells en la Guerra Creek de 1813-1814. Aquesta va acabar qual el general Andrew Jackson dirigint una força aliada que incloïa baixos creeks, els derrotà a la batalla de Horseshoe Bend. Després, Opothleyahola va jurar lleialtat al govern federal.

## Líder dels creek
Més tard es va desenvolupar com a orador eloqüent i influent que va utilitzar les seves habilitats per al seu poble. Va ser seleccionat com un portaveu per als caps, que era un paper polític diferent al Consell Nacional, i més tard es va convertir en un "cap de la diplomàcia." Es va convertir en un ric comerciant i posseïa una plantació de 2.000 acres (8 km²) prop del North Fork Town. Igual que altres creek i els membres de les cinc tribus civilitzades, va comprar esclaus afroamericans com a treballadors per a la seva plantació. Opothleyahola es va unir a la maçoneria, i va acceptar el cristianisme baptista.
Alarmats per les cessions de terres formulades pels caps dels baixos creek sense consens tribal, el Consell Nacional de la Confederació Creek va promulgar una llei que va condemnar als membres de la atribu amb la pena capital si feien més concessions de terres. En 1825 William McIntosh i diversos caps baixa creek signaren el Tractat d'Indian Springs amb els Estats Units, pel qual van cedir la major part de les terres creek que quedaven a Geòrgia a canvi de pagament i la cessió de terres a l'oest del riu Mississipi. McIntosh i altres membres del Partit Tractat creien que la deportació era inevitable, donat el creixent nombre de colons euroamericans que entraven a la seva regió, i volien obtenir el millor acord possible per a la Nació Creek.
El Consell Nacional no havia renunciat a tractar de resistir la invasió dels Estats Units, i va aprovar una sentència de mort, amb el suport d'Opothleyahola, contra McIntosh i altres signataris del Tractat de 1825. El cap Menawa va portar 200 guerrers per atacar McIntosh en la seva plantació. Ells el mataren i a un altre cap signatari, i cremaren la seva mansió.
Els Ancians Creek es van adonar que necessitarien negociadors amb experiència per presentar el seu cas a les autoritats federals. Tot i que Opothleyahola era un orador persuasiu, no era fluid en anglès. Es van dirigir al cherokees per obtenir ajuda. El líder cherokee Major Ridge recomanà que els creek retinguessin el seu fill, John Ridge i David Vann, joves ben educats amb fluïdesa en anglès, per viatjar amb Opothleyahola i ajudar-lo a preparar les seves posicions de negociació.
El Consell Nacional Creek, liderat per Opothleyahola, va anar a Washington, DC per protestar per la il·legalitat del tractat de 1825, dient que els seus signants no tenien consens del Consell. El president John Quincy Adams simpatitzava amb ells. El govern dels Estats Units i els caps van fer un nou tractat amb condicions més favorables, el Tractat de Washington (1826).
Però els funcionaris de Geòrgia van començar per la força deportació dels indis de les terres que reclamaren en virtut del tractat de 1825. A més, l'Estat va ignorar la sentència de la Cort Suprema dels Estats Units sentència Whitmire v. Cherokees de 1832, que va dir que la legislació de l'Estat per regular les activitats dins dels territoris amerindis era inconstitucional.
Quan la legislatura d'Alabama legislatura també es va abolir els governs tribals i ampliar les lleis estatals sobre el poble creek, Opothleyahola va fer una crida a l'administració del president Andrew Jackson. Però ell ja havia signat la Llei de Deportació Índia de 1830 i volia que els creek es traslladessin cap a l'oest. Sense donar treva, els alts creeks van signar el Tractat de Cusseta el 24 de març de 1832, que va dividir les terres creek en assignacions individuals. Podien o bé vendre les seves assignacions i rebre fons per traslladar-se a Territori Indi, o romandre a Alabama com a ciutadans de l'estat i dels Estats Units sotmesos a les lleis estatals.
En 1834 Opothleyahola va viatjar a Nacogdoches (Texas), per tractar de comprar terres comunals per al seu poble. Després que hagués pagat 20.000 $ als terratinents, la pressió tant dels governs mexicà i estatunidenc obligà Opothleyahola a abandonar la idea.
En 1836 Opothleyahola, comissionat com a coronel pel govern dels Estats Units, liderà 1.500 dels seus guerrers contra els baixos creek que s'havien aliat amb els seminoles en lluita contra l'ocupació blanca. Poc després, l'Exèrcit dels Estats Units va reunir als amerindis del sud-est restants i els va obligar a emigrar a Territori Indi, en el que es coneixia com el "Camí de les Llàgrimes." En 1837, Opothleyahola va portar 8.000 del seu poble d'Alabama a les terres al nord del riu Canadian a la Territori Indi, ara Oklahoma. Amb el temps, s'hi van començar a especialitzar-se en la cria de bestiar i la producció de cereals.

## Guerra Civil
En l'esclat de la Guerra Civil dels Estats Units, Opothleyahola i els creek de parla muscogee van romandre lleials al govern federal. Si bé s'havia aprovat una legislació per a deportació índia, creien que la pressió venia de Geòrgia i les poblacions del sud, així que no van donar suport a la Confederació. El baixos creek i algunes de les altres de la tribus del sud-est, que s'havien especialitzat en la producció de cotó i tenien més contactes culturals amb els colons blancs, van donar suport a la Confederació, que els havia promès un estat indi en cas de guanyar la guerra. Les tensions dins de la Nació Creek van augmentar durant aquest període a causa que la Confederació va intentar convèncer-los i a altres nacions índies per estrènyer codis d'esclaus en territori indi.
Els creek amb ascendència africana es van ressentir de les restriccions dels proposats "codis negres", augmentant el seu sentit de lleialtat a la Unió. Esclaus fugitius, negres lliures, chickasaws i Seminola també començaren a reunir-se en la plantació d'Opothleyahola, amb l'esperança de mantenir-se neutrals en el conflicte entre el Nord i Sud.
El 15 d'agost de 1861 Opothleyahola i el cap tribal Micco Hutko contactaren amb el president Abraham Lincoln per demanar ajuda per als lleials. El 10 de setembre van rebre una resposta positiva que indicava el govern dels Estats Units els ajudaria. La carta instava Opothleyahola a moure la seva gent a Fort Row al Comtat de Wilson (Kansas), on rebria asil i ajuda.
El 15 de novembre el coronel confederat Douglas H. Cooper, un ex agent indi dels Estats Units, va portar 1.400 homes, entre ells indis pro-confederats, al nord; tenia la intenció de convèncer Opothleyahola i els seus seguidors de donar suport a la Confederació o "tornar-lo i al seu grup al país." Creient les promeses federals d'assistència, Opothleyahola va portar el seu grup (incloent els seminoles de Halleck Tustenuggee) cap a Kansas. En el camí, van haver de lluitar tres batalles contra els seus perseguidors, i es van perdre moltes de les seves mercaderies en la seva fugida. En Round Mountain, les forces d'Opothleyahola va fer retrocedir als confederats a Fort Gibson.
Pel desembre els lleialistes van patir una derrota tàctica a Chusto-Talasah i una aclaparadora derrota a la batalla de Chustenahlah. Va perdre aproximadament uns 2.000 dels seus 9.000 seguidors degut a les batalles, les malalties i els torbs hiverns durant el seu viatge fallit de Fort Row. El fort no tenia suport mèdic adequat ni subministraments per atendre els refugiats. Els creeks es van veure obligats a traslladar-se a Fort Belmont, però les condicions eren encara molt pobres. La majoria dels creeks només tenien la roba que portaven posada i no tenien calçat ni un refugi adequat, com l'havien abandonat a correcuita. Molts creek van morir aquell hivern, entre ells la filla d'Opothleyahola.
Les condicions per als xreek a Kansas seguien sent molt dures. Opothleyahola va morir al camp de refugiats creek prop de l'Agència Sac i Fox a Quenemo al Comtat d'Osage (Kansas) el 22 de març de 1863. Fou enterrat al costat de la seva filla vora Fort Belmont al comtat de Woodson (Kansas).